# ケメコデラックス!/プリップリン体操
「ケメコデラックス!/プリップリン体操」は、2008年10月29日にジェネオンエンタテインメントからリリースされた両A面シングルである。

## 解説
テレビアニメ『ケメコデラックス!』のオープニングテーマとエンディングテーマを収録しており、オープニングはケメコとデラックス（斎藤千和、戸松遥、高橋美佳子、釘宮理恵、白石涼子、川澄綾子、後藤麻衣）が、エンディングはケメコ役の斎藤千和がそれぞれ担当している。

## 収録曲
（全作詞：水島努、作曲：高木隆次）
1. ケメコデラックス!
テレビアニメ『ケメコデラックス!』オープニングテーマ
2. プリップリン体操
テレビアニメ『ケメコデラックス!』エンディングテーマ
3. ケメコデラックス!(Instrumental Version)
4. プリップリン体操(Instrumental Version)